# Ryksa Odonowna
Ryksa Odonowna (narozena okolo roku 1190, zemřela po 18. listopadu 1238) byla velkopolská kněžna z dynastie Piastovců.

## Život
Byla dcerou velkopolského knížete Odona Poznaňského a Vjačeslavy Haličské.
O životě Ryksy se dochovaly pouze dva záznamy. V dokumentu těšínského knížete Měšek II. Opolsko-Ratibořský zvaný Otylý, z 24. září 1239 vystupuje jako svědek darování vesnice Chrostina (polsky Chróścina) nemocnici sv. Ducha ve Vratislavi. V tomto dokumentu ji kníže nazval svou tetou.
Zatímco v Nekrologu česko-slezském (polsky Nekrolog czesko-śląski) je u data 18. listopadu zapsána informace o její smrti. Ryksa je jako jediná žena z dynastie Piastovců (z linií mimo Slezské Piastovce) uvedena v tomto dokumentu. To svědčí o jejím udržování jejich blízkých kontaktů se Slezskem.